# Julie (prénom)
Pour les articles homonymes, voir Julie.
Julie est un prénom féminin francophone d'origine latine, venant de Julius (Jules, en français), ou de Iulius, autre nom d'Ascagne, ancêtre légendaire du fondateur de Rome.

## Variantes linguistiques
- allemand : Julia
- anglais : Julia
- corse: Ghjulia
- espagnol : Julia
- espéranto : Juliino
- finnois : Julia
- hongrois : Júlia
- italien : Giulia
- pandunia : yulia
- poitevin : Jhulie
- polonais : Julia
- portugais : Júlia
- russe : Юлия (Julija)
- serbe : Јулија (Julija)
- slovaque : Júlia
- suédois : Julia
- tchèque : Julie
- ukrainien : Юлія (Julija)
- occitan : Julia

## Popularité du prénom en France
Le prénom Julie est répandu en France depuis le XVIIe siècle[réf. nécessaire] et a toujours connu une certaine faveur. Au XXe siècle, il a obtenu un très grand succès qui, de 1980 à aujourd'hui, l'a fait figurer au palmarès des prénoms féminins et même au premier rang en 1987. Curieusement, cette réussite avait été précédée par l'engouement des pays anglophones pour la Française Julie dans les années 1930, alors que, jusqu'à cette date, seule la forme Julia avait figuré à plusieurs reprises au top ten, aussi bien en Grande-Bretagne qu'aux États-Unis. Ce phénomène assez rare explique peut-être, en partie, le succès récent de Julie, les Français étant très sensibles aux modes venues d'outre-Atlantique. 
En France, depuis 1940, 167 066 personnes ont été prénommées Julie, ce qui fait figurer ce prénom au 24e rang de ceux les plus donnés depuis cette date.
Le prénom Julie a été le plus donné en France en 1987.
On fête les Julie le 8 avril.

## Personnalités portant ce nom de personne ou de prénom
- Pour l'ensemble des articles sur les personnes portant ce prénom, consulter :
  - la liste des articles dont le titre commence par ce prénom
  - les listes produites par Wikidata : Liste des personnes de prénom « Julie » — même liste en incluant les éventuels prénoms composés qui contiennent « Julie ».

## Influence
Le prénom Julie a inspiré plusieurs artistes et on le retrouve cité dans  de nombreuses chansons. En voici la liste :

### Musique
- Julie, Les Colocs
- Julie, David Christie
- Julie, Jens Lekman
- Julie, Damian Marley
- Julie,  Rrageba geng
- Julie, Mano Solo
- Julie, Shaggy
- Julie, dans The Circus (en), album de Take That, 2008[3].

- Bye Bye petite Julie, Claude François
- Hey Julie, Fountains of Wayne
- Julie est trop prude, Thierry Hazard
- Julie, Julie, Joe Dassin
- Julie la petite olive, les Wriggles
- La Julie jolie, Édith Piaf
- Petite Julie, Richard Cocciante
- Julie, Noir Silence
- Julie, Calogero sur l'album Liberté chérie

## Note et référence
1. ↑  Selon l'Insee
2. ↑  Les 1 000 prénoms les plus donnés en France en 1987 sur Journal des Femmes, consulté le 27 septembre 2012.
3. ↑  Fluctuat.net